# Charlie Moore
Charlie Edward Moore (Chicago, 3 februari 1998) is een Amerikaans basketballer.

## Carrière
Moore speelde achtereenvolgens collegebasketbal voor de California Golden Bears, Kansas Jayhawks, DePaul Blue Demons en Miami Hurricanes. Hij werd niet gekozen in de NBA draft maar speelde wel in de NBA Summer League voor de Detroit Pistons. Hij tekende zijn eerste profcontract bij de Belgische eersteklasser Union Mons-Hainaut. In februari 2023 verliet hij de club en tekende bij het Servische KK FMP waar hij de rest van het seizoen speelde. In de zomer van 2023 tekende hij bij het Italiaanse Pistoia Basket 2000.
Voor het seizoen 2024/25 tekende hij bij de Spaanse eersteklasser CB Breogán.